# بولفير
بلدية بولفير (بالإسبانية: Bolvir) هي بلدية تقع في مقاطعة جرندة التابعة لمنطقة كتالونيا شمال شرق إسبانيا.

## الديموغرافيا
بلغ عدد سكان بلدية بولفير 393 نسمة عام 2011 (وفقاً للمعهد الوطني الإسباني للإحصاء).
| 245 | 264 | 277 | 287 | 329 | 378 | 393 |